# Antiplanes spirinae
Antiplanes spirinae is een slakkensoort uit de familie van de Pseudomelatomidae. De wetenschappelijke naam van de soort is voor het eerst geldig gepubliceerd in 1991 door Kantor & Sysoev.